# Театр на Док-стрит
Театр на Док-стрит — театр в историческом районе — Французский квартал — в центре Чарльстона, Южная Каролина.
12 февраля 1736 года оригинальный театр на Док-стрит открылся представлением пьесы Джорджа Фаркуа «Офицер-вербовщик». Построенный на углу Черч-стрит и Док-стрит (ныне известной как Куин-стрит), исторический театр Док-стрит считается первым зданием в Америке, построенным исключительно для театральных представлений. Первое оперное представление «Флора» в Америке состоялось именно в этом театре.

## История здания

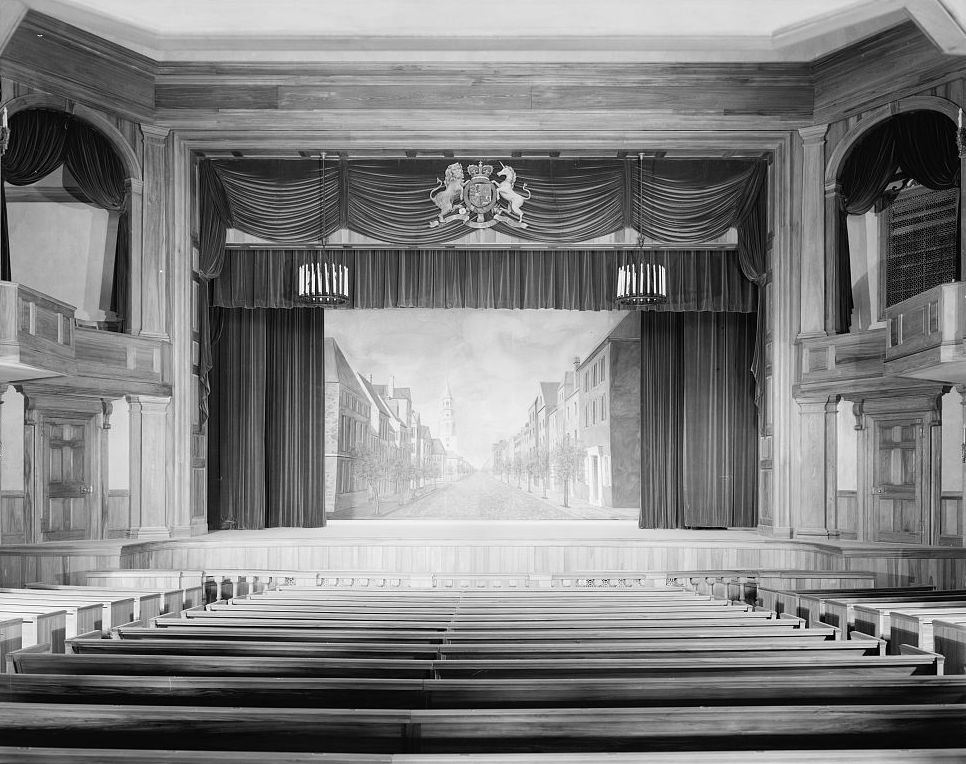
Интерьер театра до реконструкции

Первоначальный театр на Док-стрит, вероятно, был разрушен пожаром 1740 года, который уничтожил многие здания во Французском квартале Чарльстона. В 1809 году на этом месте было построено новое здание отеля «Planter's» в Федеральном стиле, в 1835 году был добавлен балкон из кованого железа и колонны из песчаника на фасаде Черч-стрит, сохранившиеся и в настоящее время. В отеле останавливались многие известные люди, в том числе известный актер 19 века Джуниус Брут Бут (отец актеров Эдвина и Джона Уилксов Бутов). Однако после Гражданской войны отель пришел в упадок.
В 1920—1930-е годы жители Чарльстона заинтересовались сохранением наследия города. По настоянию местных историков город приобрел здание отеля и определил его как проект, достойный реставрации. В 1935 году Федеральное управление по чрезвычайным ситуациям начало реставрационные работы на средства Администрации города. Новое здание было построено по образцу лондонских театров 18 века, спроектированных с отдельными рядами для «простых» людей, отдельной галереей для женщин и ложами на уровне балконов для городской элиты, но при этом оно было оснащено современным (по меркам того периода) техническим оборудованием. Местный архитектор Альфред Саймонс воссоздал театр, используя мебель и фурнитуру, вырезанные из местных кипарисов, и сохранив архитектурные элементы довоенных особняков Чарльстона. Архитектурным консультантом выступил Дуглас Эллингтон. После реконструкции стоимостью 350 000 долларов 26 ноября 1937 года состоялось второе торжественное открытие исторического театра на Док-стрит.
Здание внесено в Национальный реестр исторических мест с 1973 года.

## Театр после реконструкции
26 ноября 1917 года театр открылся репризой оригинальной пьесы Джорджа Фаркуа «Footlight Players». Участники Чарльстонского симфонического оркестра, выступавшие в качестве оркестра театра, были одеты в костюмы 18 века.
На открытии в тот вечер присутствовал Дюбоуз Хейворд — американский писатель, известный по роману «Порги», который в соавторстве со своей женой Дороти он адаптировал под сцену (пьеса под тем же названием), которую Джордж и Айра Гершвины взяли за основу своей культовой оперы «Порги и Бесс». Грантовый фонд Рокфеллера назначил Дюбоуза Хейворда «штатным» автором театра на Док-стрит. В разное время в программе театра были задействованы такие артисты, как танцовщицы Рут Сен-Дени и Марта Грэм. До 1970-х годов Эммет Эдвард Робинсон был управляющим директором театра, в 1978 году Джулиан Уайлс, тесно сотрудничавший с Робинсоном, основал 
Чарльстонскую театральную труппу, которая в настоящее время является одной из крупнейших художественных организаций штата. Каждый сезон труппа представляла 120 спектаклей в театре на Док-стрит.

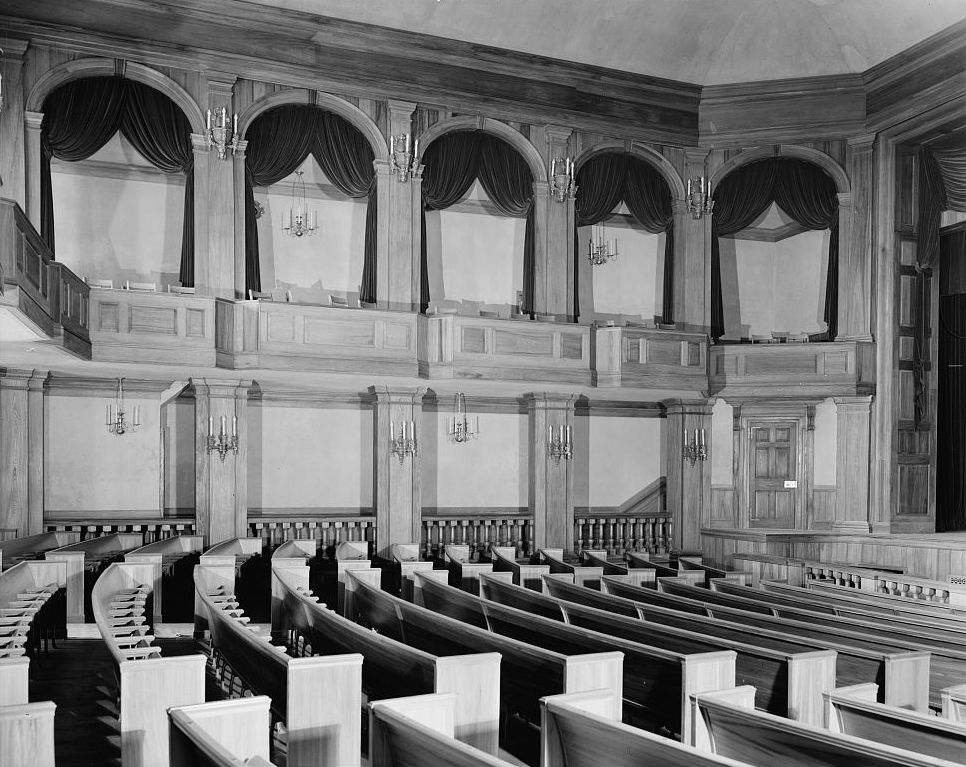
Интерьер театра после реконструкции

Исторический театр на Док-стрит вновь открылся в третий раз 18 марта 2010 года после трехлетней реконструкции стоимостью 19 миллионов долларов. Эта полномасштабная реконструкция оснастила театр самым современным освещением и звуком, современным отоплением и системой кондиционирования воздуха, а также новыми туалетами и креслами. Кроме того, театр был сделан сейсмически устойчивым и полностью доступным для инвалидов. Была добавлена обширная звукоизоляция, чтобы гарантировать, что внешние шумы больше не будут мешать выступлениям внутри.
В настоящее время театр не имеет собственника или владельца и управляется Администрацией города Чарльстон. На его третьем этаже расположены художественные организации и городское управление по делам культуры, которое организует ежегодные фестивали Piccolo и Moja, а также ежегодный фестиваль Сполето в США показывает спектакли и концерты из своей программы на сцене этого театра. Каждый год в театре на Док-стрит проводится более 600 мероприятий для примерно 100 000 посетителей театра.

## Чарльстонская труппа
В 2010 году Чарльстонская театральная труппа вернулась в отреставрированный исторический театр на Док-стрит. Праздничные мероприятия включали представление «Любовных писем» выпускницы Чарльстонской сцены и актрисы, получившей премию «Эмми», Кэрри Престон. Этой первой постановке предшествовало шоу-открытие зала под названием «Окно чудес», созданного специально для Чарльстонской сцены художником Джонатаном Грином. И фанфары, и большой занавес были подарены театру бывшим президентом Правления Барбарой Берджесс и ее мужем, Джоном Динкельспейлом.
С 2010 года Чарльстонская труппа провела премьеры более 30 литературных адаптаций и оригинальных сценариев, которые были написаны по мотивам провинциальных произведений. Многие из них опирались на историю и наследие Южной Каролины («Каролиниантика», 1979, «Осада Чарльстона», 1984, «The Seat of Justice», 2004, «Дания Веси: Восстание», 2007).